# شهرستان کندیوهای (مینه‌سوتا)
شهرستان کندیوهای، مینه‌سوتا (به انگلیسی: Kandiyohi County, Minnesota) شهرستانی در ایالات متحده آمریکا است که در مینه‌سوتا واقع شده‌است.